# Ercole Ciofani
Ercole Ciofani (o Hércules Ciofano) fue un orador, exégeta, poeta y escritor de Italia del siglo XVI.

## Biografía
Ciofani nació en Sulmona, Abruzos, provincia que era del Reino de Nápoles, dividiéndola el río Pescara en dos partes, Ulterior con capital en L'Aquila y la Citerior con capital en Sulmona, y fue discípulo del célebre humanista Marc Antoine Muret (1526-1585), uno de los preceptores de Michel de Montaigne, citándole en su obra «Epistolae selectae», Viena, 1822, aprovechando las lecciones de su hábil maestro autor de «Variarum lectionum», Parìs, 1586.
Ciofani  demostró los conocimientos adquiridos de su maestro Muret  en los comentarios que hizo sobre la Metamorfosis de su compatriota Ovidio y por el honor de conciliar ser coterraneo de él,  le obligó a emprender este trabajo y la inclinación con que se dedicó al estudio fue tan fuerte, que no colaboró esta poco a lograrlo: sus observaciones sobre la Metamorfosis son doctas y recopiladas en diversos poetas, con elegancia y pureza de estilo su latín, y no falta ornamento alguno.
Lo dicho es el parecer que tuvieron críticos muy capacitados como su maestro Muret, Aldo Manuzio, Giulio Cesare  Scaligero que loan su talento y modestia, o Gaspare Scioppio, el gramático más ilustre del siglo XVII, el escritor más erudito y más satírico de su época, llamado "canis grammaticorum", pues andaba escudriñando siempre tachas y deficencias no tan solo en las obras de los Scaligeros, Lipsios, Vosios, etc. y otros escritores menos conocidos, sino hasta a los padres de la elocuencia latina, no disculpando ni aun al mismo Cicerón.
El éxito que cosechó Ciofani le ayudó a continuar sus trabajos sobre otras obras de Ovidio y todas las notas de este ingenioso poeta se hallan impresas con la biografía del mismo, en otros trabajos y en la descripción que hizo de su villa natal Sulmona,  a orillas del Sora con el título de principado, que fue entregado en 1526 por Carlos I de España a su general Carlos de Lannoy en recompensa que hizo de la custodia de Francisco I de Francia al que acompañó cuando hubo concordato hasta Fuenterrabía a orillas del Bidasoa, mas el condado de Ast y de la Roche, y también dejó escritos varios opusculos.

## Obras
- In P. Ovidii Nasonis metamorphosin ex XVII, antiquis libris obervationes, Venetiis, 1575.
- In Ovidii Nasonis fastorum libros observationes, Venetiis, 1579.
- Sulmonensis in P. Ovidii Nasonis halieuticon  scholia  ad Leonardum Salviatum, Venetiis, 1580.
- In P. Ovidii elegias de nuce et de medicamine faciei observationes, Venetiis, 1581.
- Commentaria in opera P. Ovidii Nasonis,1581.
- Adverbia localia, 1584, in-4º.
- Description de Sulmane, Anvers, 1583, in.8º.
- Publii Ovidii Nasonis  opera omnia IV voluminibus comprehensa, F. Changion, 1727.